# James Rumsey

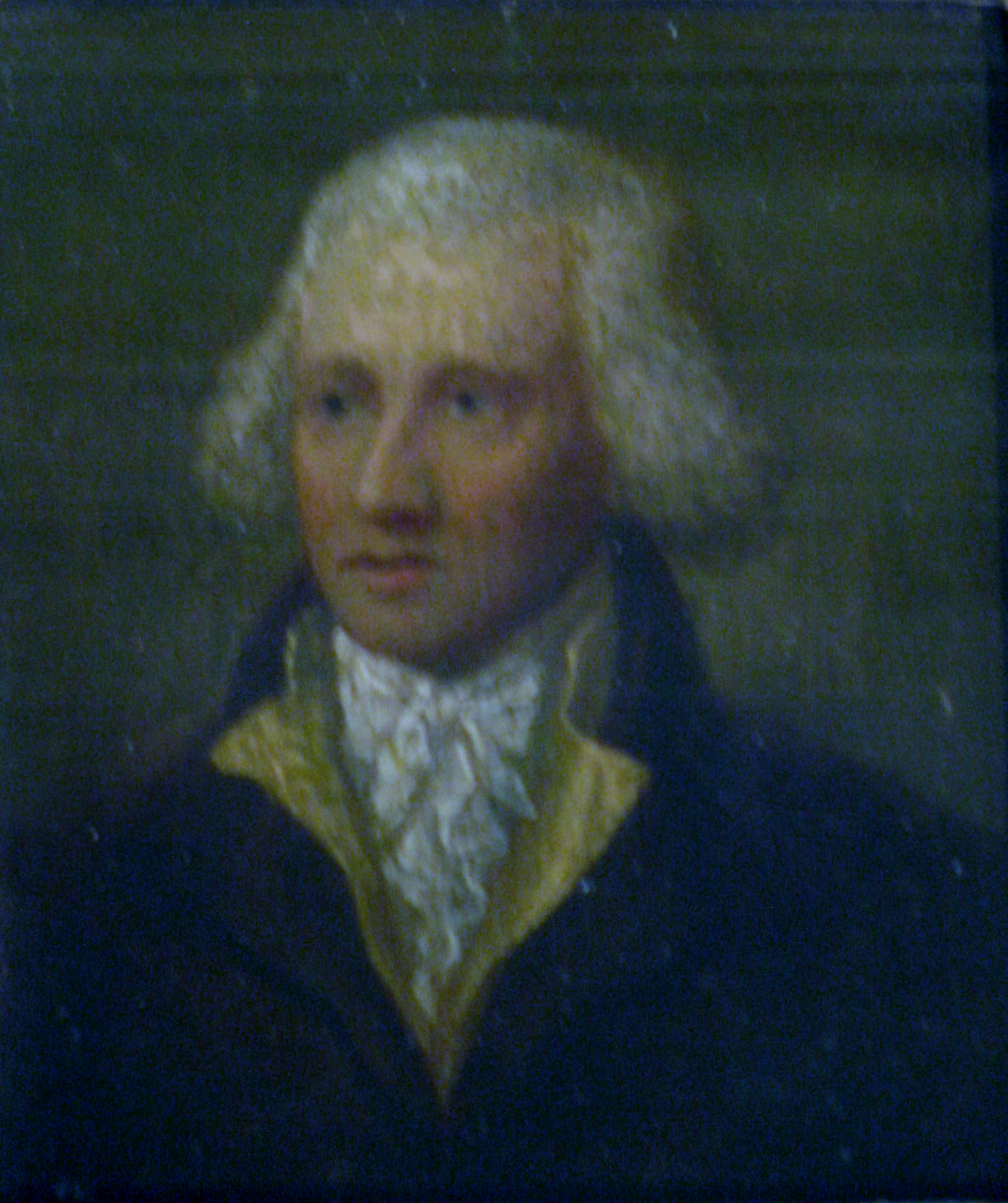
James Rumsey um 1790, Gemälde im Smithsonian American Art Museum in Washington, D.C.

James Rumsey (* März 1743 in Bohemia Manor, Cecil County, Province of Maryland; † 18. Dezember 1792 in London) war ein US-amerikanischer Ingenieur und Erfinder und wurde hauptsächlich durch sein mittels Dampfmaschine betriebenes Schiff bekannt.

## Familie
Charles Rumsey, James’ Urgroßvater wanderte 1665 von Wales nach South Carolina aus und siedelte sich vor 1678 am Bohemia River in Cecil County an und heiratete Katherine. 1703 wurde ihr jüngster Sohn und James’ Großvater Edward Rumsey geboren. James’ Vater Edward Rumsey war Farmer in Bohemia Manor und heiratete Anna Cowman. James Rumsey hatte zwei Brüder Charles und Edward und zwei Schwestern Jane und Mary. Der Sohn seines Bruders Edward war der US-amerikanische Politiker Edward Rumsey.
Um 1775 heiratete James Rumsey Susanna Spurgeon, mit ihr hatte er eine Tochter namens Susannah, bevor seine Frau starb. In zweiter Ehe war er mit Mary Marrow verheiratet. Ihre gemeinsamen Kinder waren James, Susan, Edward und Clarissa. Edward litt infolge eines Unfalls an Taubstummheit.

## Werke
- A Short Treatise on the Application of Steam. (1788) (online)